# 선진사회정책연구원
선진사회정책연구원(英: Sunjin Institute for Advanced Social Policy)은 대한민국 서울특별시에 본부를 둔 민간 영리 연구기관으로, 지방자치 발전 및 정책연구, 교육, 출판, 의회 역량강화 등을 주요 목적으로 설립되었다. 2020년 5월 28일 법인 등록을 마쳤으며, 초기에 "선진지방자치연수원"으로 개원하였다가, 같은 해 8월 17일 현재 명칭으로 변경하였다.
본 연구원은 지방자치단체와 지방의회를 비롯한 공공기관을 대상으로 한 학술연구용역 수행, 정책컨설팅, 교육연수 등을 중심으로 활동하고 있다.

## 개요
- 설립일: 2020년 5월 28일
- 법인형태: 비영리법인
- 소재지: 서울특별시
- 대표자: 박동명 (법학박사, 행정학박사과정 수료)
- 홈페이지: https://www.krspi.com/

## 조직 및 구성
연구원은 다음과 같은 전문 부서로 구성되어 있다.
- 연구기획조정실
- 입법정책실
- 빅데이터연구실
- 경영지원실
- 지방의회연구센터

법학, 행정학, 사회복지학, 통계학, 전산학 등 다양한 분야의 전문 연구진이 활동 중이며, 실무경험과 학문적 전문성을 갖춘 박사급 인력들이 참여하고 있다.

## 주요 활동

#### 1. 정책연구 및 학술용역
선진사회정책연구원은 다수의 공공부문 정책연구용역을 수행해 왔다. 대표적인 연구 실적으로는 다음이 있다.
- 2021년
  - 「강남구의회 의원 의정활동 지원 및 보좌기능 강화에 관한 연구」
  - 「코로나19의 영향으로 변화되고 있는 서울의 문화예술 방향성에 관한 연구」 등 30건의 용역 수행

#### 2. 지방의회 연수 및 교육
전국 지방의회 의원들을 대상으로 다음과 같은 전문 교육 프로그램을 운영하고 있다.
- 「행정사무감사 기법」
- 「예산 및 결산안 심사요령」
- 「조례입법 및 심사기법」
- 「정책제안서 작성 및 실무」 등

이와 함께 지방자치단체 공무원 및 주민참여예산위원 등을 대상으로 「주민참여예산제도의 이해」 교육과정도 운영 중이다.

#### 3. 문화·출판·아카데미 사업
- 2021년에는 한국출판문화산업진흥원의 지원을 받아, 전국 단위의 ‘독서아카데미’ 프로그램을 운영하였다. 이는 문학, 역사, 철학, 자연과학 등을 주제로 해당 분야 저자의 강연을 중심으로 한 시민 독서문화 확산 사업으로 독자들의 큰 호응을 받았다.

#### 4. 지방의회 해외연수 운영
- 2022년에는 관광진흥법 제4조제1항에 따라 국내외여행업 등록을 마치고, 지방의회 의원 대상 국외연수 프로그램을 본격 운영하고 있다. "의정활동의 재충전과 성찰"이라는 모토 하에, 실질적 교육과 휴식이 결합된 프로그램을 설계·운영 중이다.

## 성과평가연구
선진사회정책연구원은 정책기획, 성과분석, 전략수립, 지표 개발을 포함한 성과평가연구를 수행하고 있다. 이를 위해 각 분야 전문가(법학·정책학·행정학·경영학·회계학 등)로 구성된 전담팀이 구성되어 있으며, 특히 행정안전부 및 한국은행 출신 경영평가 전문가들이 다수 참여하고 있다 

#### 주요 특징
- 전문가 네트워크: 다양한 분야의 전문가들과 협업을 통해 우수 정책사례 발굴과 연구 활용성을 제고하고 있다
- 철저한 연구 절차: 의뢰→과업분석→설계→조사·현장 및 면담→내용 검증→최종보고서 제출의 단계적 연구 수행 절차를 체계적으로 운영 중이다

#### 주요 연구 성과
- 경영평가 및 성과지표 개발:
  - 경기 안산시 출자·출연기관 6개 기관 및 기관장 성과평가를 수행됨
  - ESG(환경·사회·지배구조) 요소를 반영한 맞춤형 성과지표 개발 사업 수행
  - 국가 및 지방자치단체 공기업의 경영평가 전문 연구

#### 조직 및 운영
- 정책기획, 경영전략 수립 평가, 고객만족도 조사, 조직진단, 직무분석, SWOT 분석 등 다방면의 조사·분석 서비스를 제공하고 있다 선
- ESG 기반 경영체계 컨설팅을 도입하여, 지속가능성과 책임경영을 조직 성과 평가에 반영하고 있다

## 산하 기관
- 선진지방자치연수원: 지방의회 의원 및 정책지원관 대상 전문 연수기관
- 주민참여예산학교: 주민과 공무원의 예산참여 역량강화 교육 수행
- 한국공공정책신문: 정책전문 인터넷 신문 발행, 연구성과 공유 및 공공의제 확산에 기여

## 지방의회 의정연수 활동

### 국회의정연수원 강의활동 🏛
- 박동명 원장은 국회사무처 의정연수원(국회의정연수원)에서 지방의회 전문위원·의원·공무원을 대상으로 다수의 강의를 실시하였다.
  - 2022년 3월 23일, 전국 지방의회 전문위원 150명을 대상으로 「행정사무감사 기법」 강의를 국회의정관 109호에서 비대면 스튜디오 방식으로 진행
  - 2023년 4월 4일, 지방의회 의원 대상 「지방자치법의 이해」 강의를 국회의정관 101호에서 개최 선진지방자치연수원
  - 2023년 6월 7~9일, 국회사무처 맞춤형 지방의회 직원 연수(행정사무감사 과정)에서 사례 연구를 담당

### 지방의회 의정연수 협력 및 활동
- 2023년 이후, 박 원장은 경기도의회와도 협력하여 의원과 공무원을 대상으로 한 역량 강화 강의를 다수 진행하였다.
  - 고양특례시의회, 전남 시·군․의회, 제주도 공공정책연수원 등에서 행정사무감사, 조례입법, 예산·결산심사, 지방자치법 등 다양한 의정 전문 강의를 실시 선
  - 전국 지방의회 의원과 직원들을 대상으로 역량강화 교육 실시(150여회)
  - 국회의정연수원, 선진지방자치연수원 등과 협업 체계를 구축하여 지방의회 역량을 제고하는 새로운 모델을 형성하고 있다.

## 참고문헌
- 선진사회정책연구원 공식 홈페이지
- 한국출판문화산업진흥원, 2021년 독서아카데미 운영 사례 자료집